# Tim Hagans
Tim Hagans, född den 19 augusti 1954, är en amerikansk jazztrumpetare, arrangör och kompositör som växte upp i Dayton, Ohio. Hagans spelade 1974-1977 med Stan Kenton och Woddy Herman. Han flyttade därefter till Malmö, varifrån han turnerade i Europa med Dexter Gordon, Kenny Drew, Horace Parlan och Thad Jones.
1987 flyttade Hagans tillbaka till USA där han spelade bl.a. med Maria Schneider.
Från 1996 till 2010 var han Artistic Director för Norrbotten Big Band. Där komponerade och arrangerade han originalkompositioner för det 17-manna storbandet med gästartister som Randy Brecker, Joe Lovano, Dave Liebman, Peter Erskine, och Rufus Reid, ett företag som kulminerade i det Grammy-nominerade albumet The Avatar Sessions:The Music of Tim Hagans. Hans kompositioner framförs i otaliga inspelningar med Norrbotten Big Band, såsom 
- 1998 Future North, Double-Time
- 2002 Future Miles, ACT
- 2007 Worth the Wait, Fuzzy Music

År 2001 ägnades han en timslång dokumentär Boogaloo Road, producerad av Runar Enberg och Marianne Söderberg för Sveriges Television. I Juni 2012 mottog han ett hedersdoktorat från  Sibeliusakademin i Helsingfors.